# Pura Química
Pura Química fue un programa deportivo y de entretenimientos emitido por ESPN 2 (para Argentina, Bolivia, Chile, Colombia, Paraguay, Perú y Uruguay) y ESPN Deportes (para los EE. UU.) y conducido por el animador German Paoloski junto al extenista Mariano Zabaleta, la actriz Eugenia Tobal y el actor, músico y humorista Mex Urtizberea. Durante las dos primeras temporadas del ciclo, formaba parte del equipo la actriz Laura Azcurra.
Fue el primer programa del canal ESPN en formato simulcast, es decir una transmisión en vivo entre radio y televisión.
El show surgió por idea del ex-rugbier Agustín Pichot junto a otros productores y al gerente de programación de ESPN Latinoamérica, Carlos Sepiurca, bajo el concepto de que el programa era "una especie de tubo de ensayo en la televisión", de ahí el nombre de Pura Química. Originariamente, uno de los convocados para coconducir fue Pablo Rago, pero luego quedó confirmado el elenco actual. El formato se caracteriza por ser bastante distendido e informal, y por la “química” entre sus conductores, cuyas interacciones y comentarios sin dudas entretienen a invitados y televidentes por igual.

## Personal
|                  | Temporadas | Temporadas | Temporadas | Temporadas | Temporadas | Temporadas | Temporadas |
| 1                | 2          | 3          | 4          | 5          | 6          | 7          |            |
| ---------------- | ---------- | ---------- | ---------- | ---------- | ---------- | ---------- | ---------- |
| Germán Paoloski  | Conductor  | Conductor  | Conductor  | Conductor  | Conductor  |            |            |
| Mex Urtizberea   | Conductor  | Conductor  | Conductor  | Conductor  | Conductor  | Conductor  | Conductor  |
| Laura Azcurra    | Conductora | Conductora | Invitada   |            |            |            |            |
| Mariano Zabaleta | Conductor  | Conductor  | Conductor  | Conductor  | Conductor  | Conductor  | Conductor  |
| José Chatruc     | Panelista  | Conductor  | Conductor  | Conductor  | Conductor  |            |            |
| Eugenia Tobal    | Invitada   |            | Conductora | Conductora | Conductora | Conductora |            |
| Leo Montero      |            |            |            | Invitado   |            | Conductor  | Conductor  |
| Maju Lozano      | Invitada   |            | Invitada   |            | Invitada   |            | Conductora |

## Invitados
El programa toca temas de interés general con la inclusión de reportajes a personajes famosos de la televisión, de la música, del cine y del deporte. Generalmente, hay dos invitados por programa y los días viernes toca una banda o solista invitado.

## Temporadas

### Primera temporada (2010)
El primer programa de Pura Química fue emitido el 29 de marzo de 2010 y con Fabián Gianola de invitado. Los cuatro conductores principales eran Germán Paoloski, Laura Azcurra, Mariano Zabaleta y Mex Urtizberea; y se sumaría con el tiempo José Chatruc. El último programa de la primera temporada fue el 23 de diciembre con un programa que duró cuatro horas y media y tuvo como invitados a Facundo Arana, Pablo Rago, Marcela Kloosterboer y Mauro Zárate.
Durante la Copa Mundial de Fútbol de Sudáfrica 2010, Germán Paoloski cubrió el evento para Telefé, por lo que en un mes y medio no estuvo presente en el programa. El periodista de ESPN Marcelo López lo reemplazó en ese tiempo.
Algunos de los invitados más importantes de la temporada fueron: Agustín Pichot, Juan Mónaco, Gastón Gaudio, David Bisbal, Martín Palermo, David Nalbandian, Carlos Baute, Guillermo Cóppola, Ángel Cappa, Luis Scola, Ricardo Bochini, Juan María Traverso, Luciana Aymar, Victor Hugo Morales, Gisela Dulko, Benjamin Rojas, Martín Bossi, Gonzalo Valenzuela, Horacio Elizondo, Eugenia Tobal (quién dos años después reemplazaría a Laura Azcurra en el programa), Carlos Mac Allister, Nicolás Vázquez, Fabricio Oberto, Diego Milito, Rubén Rada, Fabiana Cantilo, Sergio Batista, Andrés Nocioni, Luciano Pereyra, Diego Torres, Carlos Moyá, Pablo Rago y Facundo Arana.

### Segunda temporada (2011)
El debut de la segunda fue el 28 de febrero de 2011 y como invitado tuvo al actor Ricardo Darín. El último programa de la temporada fue el 16 de diciembre y tuvo una duración de dos horas y media. Los invitados fueron Andy Kusnetzoff y Charly García, quien realizó un pequeño concierto de 4 canciones. Ese programa dio como finalizada la participación de Laura Azcurra en el programa, ya que el 2012 la tuvo como actriz en la novela de Canal 13, "Lobo".
Entre los invitados más importantes y recordados de la segunda temporada de Pura Química, están: Ricardo Darín, Guillermo Francella, Alfio Basile, Reinaldo "Mostaza" Merlo, Ramón Díaz, Nicolás Repetto, Palito Ortega, Santiago Segura, Lali Espósito, Alfredo Casero, Alejandro Dolina, Enzo Francescoli, Carlitos Balá, Peter Lanzani, Gabriel Batistuta, Carlos Delfino, José Luis Chilavert, David Trezeguet, Sebastián De Caro, Emanuel Ginóbili, Ezequiel Lavezzi, Fernando Gago, Benjamín Vicuña, Lito Cruz, Carla Peterson, Gastón Gaudio, Rolando Schiavi, Guillermo Coria, Nicolas Riera, Felipe Contepomi, Ubaldo Fillol, Lito Nebbia, Jorge "El Patrón" Bermúdez, Soledad Pastorutti, Rocío Igarzábal, Juan Carlos Baglietto, Lito Vitale, Enrique Pinti, Soledad Silveyra, Pablo Echarri, Oscar Ruggeri, Carlos Bilardo, Rosario Ortega y Charly García.

### Tercera temporada (2012)
En el último programa de la segunda temporada, se confirmó que la tercera tendría como nuevo conductor a Fabián Von Quintiero, más conocido como "El Zorrito". Según lo hablado en la radio de ESPN, el primer programa comenzaría a fines de febrero y el nuevo horario sería de las 18. Además, luego de la salida de Laura Azcurra, ya se empezaba a buscar la integrante femenina para la tercera temporada, teniendo como fuertes candidatas a Julieta Cajg "Cayetina", María Vázquez, Malena Pichot y Paula Morales. No sólo serían ellos las nuevas incorporaciones, sino que se habló también de sumar un DJ que pase música durante el programa. El equipo mantendrá a Germán Paoloski, Mariano Zabaleta, José Chatruc y Mex Urtizberea. 
Finalmente, la temporada 2012 comenzó con la actriz Eugenia Tobal como reemplazante definitiva de Laura Azcurra y con la incorporación de Tommy Muñoz como DJ del programa; además, Von Quintiero no participó como se había anunciado, aunque fue llamado como reemplazo de algún miembro del equipo en alguna oportunidad. El primer programa tuvo su estreno el lunes 27 de febrero en el nuevo horario de las 18. La invitada para este primer programa fue Araceli González. También fue invitado Nicolás Repetto para que presente a los conductores, quienes bajaban desde un autobús escolar, imitando al programa Sábado Bus que conduce el propio Repetto. El último programa en vivo se emitió el viernes 14 de diciembre y los invitados fueron Agustín Orión, Sebastián Estevanez y el grupo Agapornis, para darle música al final de la temporada.
Durante el año 2012 pasaron muchos invitados, entre los que se pueden destacar: Araceli González, Mariano Martínez, Calu Rivero, José Luis Clerc, Arnaldo André, Diego Torres, Federico Luppi, Juan Darthés, Mirta Busnelli, Ludovico Di Santo, Alfredo Casero, Graciela Borges, Laura Azcurra, Leo Sbaraglia, Juan José Campanella, Verónica Lozano, Pablo Zabaleta, Fernando Gago, Ricky Álvarez, Gonzalo Higuaín, Sebastián Crismanich, Isabel Macedo, Javier Zanetti, Alejandro Domínguez y Fernando Cavenaghi, Juan Sebastián Verón, Mercedes Morán, Andrea Del Boca, Oscar Martínez, Ana María Picchio, Cristian "El Kily" González, Julieta Díaz, Mónica Ayos y Diego Olivera, Laura Novoa, Soledad Villamil, Gabriel Milito, León Gieco, Betiana Blum, Gustavo Cordera, Lali Espósito, Marcelo Gallardo, Liz Solari, Luis Machín, Celeste Cid, Mónica Antonópulos, Mercedes Oviedo, Luciano Castro, José Luis Rodríguez, Illia Kuryaki and the Valderramas, Julián Weich y Sebastián Estevanez.

### Cuarta temporada (2013)
La temporada 2013 comenzó el lunes 25 de febrero en su horario habitual de las 18 y mantuvo a los cinco conductores de la temporada pasada, como también al DJ Tommy Muñoz. La única incorporación fue la de Milton Viena (Marcelo Chirinos), que se integró al programa como "el chofer de Mex", lo que lo llevó a tener varias participaciones y secciones en el programa, como: las encuestas periodísticas, el "Oso Cintio" en "La Cintita Espiritualita" y su parodia del noticiero de ESPN llamado "MiltonCenter", el cual también incluyó entrevistas íntimas y humorísticas con personajes del deporte.
El primer programa de Pura Química tuvo como invitado a Hector "El Bambino" Veira y al grupo Miranda! en la parte musical. En 1 de marzo fue invitada la banda de rock argentina Ciro y los Persas. En tanto, en el último programa de la temporada estuvo invitado el tenista David Nalbandian y la banda Airbag.

### Quinta temporada (2014)
El estreno de la temporada 2014 fue el 24 de febrero por ESPN+, con el actor Gustavo Bermúdez y la banda El Choque Urbano como invitados. Ese mismo año Maju Lozano hace algunas apariciones como panelista del programa. El último programa del año fue el viernes 19 de diciembre y tuvo de invitado a Diego Torres. Este también fue el último programa de Germán Paoloski y José Chatruc en la conducción, ya que en 2015 ambos formaron parte de la pantalla de Fox Sports con un nuevo show de formato late night llamado NET: Nunca es Tarde.

### Sexta temporada (2015)
Tras el retiro de Paoloski y Chatruc, ESPN confirmó a Leo Montero como nuevo conductor del ciclo, del que también siguieron Zabaleta, Tobal y Urtizberea.
Con una escenografía del estudio renovada, la temporada número 6 arrancó el lunes 9 de marzo en el horario de 18 a 20 h, con una presentación y música de temática circense. Un grupo de cinco jugadores del club de básquet Obras Sanitarias y Rodolfo Arruabarrena, director técnico de Boca Juniors, fueron los invitados en el primer programa.
A mediados del programa, el tenista Gastón Gaudio se sumó como coconductor recurrente, teniendo su propia sección llamada "Gaudio y Video", en la cual junto a sus compañeros debatían sobre películas y el mundo del cine un día a la semana. También se suman el actor Martín Garabal bajo el personaje de sobrino de Milton y Belén Mendiguren como notera, en reemplazo de Juan Marconi, quien por este motivo tuvo más participación en la conducción del programa. 
La fecha de la última emisión fue el viernes 18 de diciembre, con la actriz Cecilia Roth y el grupo Miranda! como invitados.

### Séptima temporada (2016)
En enero se dio a conocer la noticia de que Eugenia Tobal no seguiría en el programa debido a la no renovación de su contrato. La producción fue en búsqueda de su reemplazante, quien finalmente sería Maju Lozano.
La temporada 7 comenzó el 29 de febrero con el actor Pablo Echarri como invitado. Durante la misma pasaron personalidades tanto deportivas como del espectáculo, entre las que se destacaron Dady Brieva, José Acasuso, Deborah de Corral, Marina Bellati, Violeta Urtizberea (hija de Mex), Carlos Berlocq, Diego Schwartzman, Esteban Lamothe, Guido Pella (quien llegó a visitar el programa en 3 oportunidades durante la temporada), Il Volo, Abel Pintos, Matías Martin, Juan Sebastián Verón, Lali Espósito, Nicolás Furtado, Mauricio "Chicho" Serna, Tomás Fonzi, La Roque, Rodrigo Noya, Iñaki Urlezaga, Valeria Bertuccelli, Pablo Aimar, Gonzalo Heredia, Giovanni Simeone, Soledad Villamil, Tini Stoessel, Pablo Cedrón, Mike Amigorena, Inés Estévez, Javier Malosetti, el payaso Piñón Fijo, Claudio Borghi, Eruca Sativa, Benjamín Rojas, Nancy Duplaa, Enrique Pinti, Los Auténticos Decadentes, Airbag, Juan Mónaco, Juan Gil Navarro, Gloria Carrá, Araceli Gonzalez, Nicolás Sánchez, Fernando Belluschi, Los Nocheros, Roberto Ayala, Juan Leyrado, Claudio "El Turco" García, Valeria Lynch, Juiio Olarticoechea, Jorge Burruchaga, Marcos Milinkovic, Fabricio Oberto, Enzo Francescoli, Zeta Bosio, Hilda Lizarazu, Nicolás Burdisso, Julieta Cardinali, Lisandro Aristimuño y Daniel Grinbank.
El último programa se transmitió el jueves 8 de diciembre, y tuvo como invitados al mago Jansenson y al grupo musical Miranda! para el cierre.
Este programa significó la despedida del ciclo, después de siete años al aire por la pantalla de ESPN.

## Secciones
- Juegos:
  - Palabras sin cadenas
  - Palabras encadenadas
  - Pura mímica
  - Puros oficios
  - Químicamente
- La Cintita Espiritualita
- MiltonCenter
- Mexpreso
- Las perlitas de Chatruc
- Tarot
- Puros Pronósticos
- El Poeta
- Desafío Tobal
- Horóscopo
- Gaudio y Video
- Lo Peor de la Semana

## Premios y nominaciones
| Año  | Fecha de la Ceremonia   | Premio                 | Categoría                                  | Nominación      | Resultado |
| ---- | ----------------------- | ---------------------- | ------------------------------------------ | --------------- | --------- |
| 2010 | 16 de octubre de 2011   | Martín Fierro de cable | Labor humorística                          | Mex Urtizberea  | Ganador   |
| 2010 | 16 de octubre de 2011   | Martín Fierro de cable | Conducción masculina                       | Germán Paoloski | Nominado  |
| 2011 | 15 de noviembre de 2011 | Premios Estímulo       | Producción periodística en televisión      | Pura Química    | Ganador   |
| 2011 | 14 de diciembre de 2011 | Premios Tato           | Programa deportivo                         | Pura Química    | Ganador   |
| 2011 | 28 de octubre de 2012   | Martín Fierro de Cable | Labor humorística                          | Mex Urtizberea  | Ganador   |
| 2011 | 28 de octubre de 2012   | Martín Fierro de Cable | Programa deportivo                         | Pura Química    | Ganador   |
| 2012 | 17 de noviembre de 2012 | Premios Tato           | Programa deportivo                         | Pura Química    | Ganador   |
| 2012 | 16 de octubre de 2013   | Martín Fierro de Cable | Labor humorística                          | Mex Urtizberea  | Nominado  |
| 2013 | 2 de diciembre de 2013  | Premios Tato           | Programa deportivo                         | Pura Química    | Ganador   |
| 2013 | 6 de octubre de 2014    | Martín Fierro de Cable | Programa deportivo                         | Pura Química    | Ganador   |
| 2013 | 6 de octubre de 2014    | Martín Fierro de Cable | Labor conducción masculina                 | Germán Paoloski | Nominado  |
| 2013 | 6 de octubre de 2014    | Martín Fierro de Cable | Labor humorística                          | Mex Urtizberea  | Nominado  |
| 2014 | 9 de octubre de 2015    | Martín Fierro de Cable | Labor conducción masculina                 | Germán Paoloski | Nominado  |
| 2014 | 9 de octubre de 2015    | Martín Fierro de Cable | Labor humorística                          | Mex Urtizberea  | Nominado  |
| 2015 | 2 de diciembre de 2015  | Premios Tato           | Mejor programa de interés general en cable | Pura Química    | Nominado  |
| 2015 | 2 de diciembre de 2015  | Premios Tato           | Mejor conducción femenina en cable         | Eugenia Tobal   | Nominado  |
| 2016 | 5 de diciembre de 2016  | Premios Tato           | Programa de interés general-cable          | Pura Química    | Ganador   |